# Acanthophyllum xanthoporphyranthum
Acanthophyllum xanthoporphyranthum är en nejlikväxtart som beskrevs av Ian Charleson Hedge och Wendelbo. Acanthophyllum xanthoporphyranthum ingår i släktet Acanthophyllum och familjen nejlikväxter. Inga underarter finns listade i Catalogue of Life.